# 聖經馮象譯本
聖經馮象譯本，是中國法學家馮象參考古今各家的評註及幾種現代西方語言譯本翻譯的聖經中文譯本。
馮象自稱非基督教信徒，也不是宗教學學者，譯經不是為了賺錢或傳教，而是純粹為了興趣。
馮象的聖經譯本是分篇出版的，包括舊約的《摩西五經》、《智慧書》、《先知書》、《歷史書》、《聖錄》，以及《新約》。2024年出版的《聖錄》標誌聖經所有書卷翻譯完成。

## 譯本背景
馮象認為，原文聖經文字特色為「樸素、聖潔、雄健而熱烈」，他希望自己的譯本能達到這個目標。他認為中國目前沒有這樣的文字，包括所有的舊中譯本均失卻了這種文字，因此翻譯目的之一是為了豐富中文的思想表達。此外，馮象強調以純學術及文學的角度翻譯，希望改變眾多中譯本中的缺憾，包括漏譯、誤譯、病譯、病句等舛誤導致中譯聖經無文學性、歪曲了聖經原文原意、原文優點盡失等等不甚理想的狀況。
馮象譯本舊約部分所據底本採用 Kittel-Kahle 傳統本（BHS，1976），新約部分 Nestle-Aland 匯校本（NA27，1993）。亦有報導称馮象譯本譯自英文。
翻譯過程中參考了其他譯本如希臘語七十士本、拉丁語通行本、德語路德本、英語欽定本、法語聖城本、猶太社本，以及中譯本如國語和合本和思高譯本。

## 特色
- 講究譯文之文筆。
- 在確保譯文「信」的同時，力求保留音感語調。[4]
- 為了表達原文聖經的原意，譯文有時並不符合當代漢語流通的表達方式，部分更是文言白話混雜。[5]
- 註釋採用插注的形式。重要的文字校勘，異文異讀，修辭釋義，文本片斷均於插注中說明。
- 專有名詞不少新譯，例如約一45耶穌的門徒拿但業譯作納丹列，太一5路得之子俄備得譯作俄貝。部分譯意而不譯音，例如以掃別名以東譯作紅哥，基杜拉譯作香娘，創三十二3瑪哈念譯作雙營，創三24基路伯譯作神獸。譯者認為流通的中譯有不恰當之處，在插注中說明。其餘多採和合本的譯法，聖名仍舊用「耶和華」。

## 出版過程
冯象译注的圣经首先由牛津大學出版社出版香港正體字版，初期出版的有《摩西五經》（2006年出版）、《智慧書》（2008年出版）、《新約》（2010年出版）三册。《新約》2019年曾由同一出版社出版修訂版。
大陆简体字版《摩西五经》、《智慧书》经译者修订后分别于2013、2016年由生活·读书·新知三联书店出版。《摩西五經》修訂逾五千處。2017年又在生活·读书·新知三联书店以《以赛亚之歌》的书名出版《以赛亚书》的译文、以《圣诗撷英》的书名出版新舊約詩歌選譯。
新冠疫情期間，馮象陸續完成舊約其餘部分翻譯，由牛津大學出版社出版香港正體字版《先知書》（2020年出版）、《歷史書》（2021年出版）；其後由香港本事出版社出版香港正體字版《摩西五經》第三版（2024年3月出版）及《聖錄》（2024年5月出版，內容包括第三次修訂的《智慧書》）。
《聖錄》的出版標誌了聖經所有書卷至此譯畢。之後馮象再次修訂了《新約》。《新約》第三版於2024年9月由香港本事出版社出版。

## 書卷次序
舊約聖經的書卷，馮象版按猶太教希伯來聖經編排次序，與基督教的舊約聖經次序及分類不同：
- 《摩西五經》：猶太教與基督教篇目一致
- 《歷史書》：收入約書亞記、士師記、撒母耳記上下、列王記上下（篇目同於猶太教「前先知書」，而不同於基督教「歷史書」範疇）
- 《先知書》：收入以賽亞書、耶利米書、以西結書、及小先知書十二卷（篇目同於猶太教「後先知書」「小先知書」，而不同於基督教「先知書」範疇）
- 《聖錄》：收入詩篇、箴言、約伯記、雅歌、路得記、哀歌、傳道書、以斯帖記、但以理書、以斯拉記、尼希米記、歷代志上下（即猶太教同名範疇）
  - 其中五卷曾收入《智慧書》：約伯記、詩篇、箴言、傳道書、雅歌（即基督新教所稱「詩歌智慧書」範疇）

新約聖經的書卷，馮象版與基督教聖經相同。新約的〈加拉太書〉，馮象版標題改作〈迦拉太書〉。
除上述外，馮象在書前的〈經書簡字表〉也列出希臘文次經六卷書目：多俾亞傳、尤迪絲傳、瑪加伯上下、智慧篇、德訓篇。

## 評論
香港聯合聖經公會的翻譯顧問黃錫木博士在2007年一篇簡評推薦馮氏的譯註：「無論是翻譯的準確性、學術的敏銳力、文學上的造詣，現存的中譯本沒有一部能及得上馮象先生的譯註」，但在2010年，黃的一篇學術專文對馮氏翻譯的準確性以及其「在聖經研究範疇上的處理方法，包括處理異文的原則和釋經問題，以及他對這門學問的斷言和自恃」都有保留。黃錫木更認為和合本修訂本的準確性不會比馮象版本低。

## 爭議
聖經學者張達民指出，雖然馮象的譯文是難得的佳譯，文學造詣極深，但夾於譯文中的釋義插注，多處抄襲了英語版《新耶路撒冷聖經》（New Jerusalem Bible），卻沒有在書中明確披露，認為「馮象借用NJB，是鐵證如山，不是偶一為之，而是系統性的現象（單是馬太福音也有幾十個顯而易見的例子……）」，並且懷疑譯文並非如其所言，全部從原文翻譯：「除了插注以外，馮象的譯文也處處見到NJB的影子，令人懷疑他究竟有多少是按原文翻譯，有多少是在翻譯NJB。」基督教人文學會也聲稱“發現馮象有令人震驚的抄襲”。“馮象譯經源流攷”網站陸續列出極其大量馮象轉譯自NJB的例子。

### 引用
1. 1 2  馮象：「重譯聖經，無關信仰 （页面存档备份，存于）」，《北京青年報》,2007年3月20日。
2. 1 2  「馮象：學術永遠是少數人的事情 （页面存档备份，存于）」，《第一財經日報》,2007年3月30日。
3. ↑  Tang Yuankai, “Taking Bible to Heart,” Beijing Review No.24 June 14, 2007 （页面存档备份，存于）.
4. ↑  例如，可十五29「呸！你能毀掉聖殿，三日內另起一座？還是救救自己吧，從十字架上下來！」
5. ↑  例如，約一9：「那是真光，照臨每一個人 
來這世界。」；約十四6：「那不愛我的，則不會遵從我的言。而你們聽到的那言，非自我出，乃是差遣我的天父之言。」
6. ↑  冯象. . 澎湃新闻. 2024-04-29  [2024-05-21]. （原始内容存档于2024-05-21）.
7. ↑  黃錫木：「一部非信徒翻譯的聖經–評馮象譯註《摩西五經》」，《時代論壇》，15 April, 2007
8. ↑  施尤禮，黃錫木：「論馮象的譯經工作」，《中國神學研究院期刊》第四十八期，(2010.1)。
9. ↑  非教徒VS聖經公會《聖經》引爆繙譯戰- 20100627 - 蘋果日報。
10. ↑  張達民：「文學氣象與學術假象–評馮象譯註《新約》（之一） （页面存档备份，存于）」，《時代論壇》，2010年9月26日. 文中列出了多處具體例子.
2010年9月20日，馮象發表聲明，譴責張達民的指責為誹謗，聲言保留追究其法律責任的權利。馮象：「譴責張達民 （页面存档备份，存于）」;  張達民就此亦撰文回應。張達民: 「回應馮象：〈譴責張達民〉 （页面存档备份，存于）」10月17日，馮象發表正式回應文章《和合本該不該修訂 （页面存档备份，存于）》。張達民回應馮象〈和合本該不該修訂〉 （页面存档备份，存于）, 《時代論壇》, 2010-10-28
11. ↑  “馮象抄襲NJB”網貼舉出一些馮象與NJB相似，卻與其他中英文譯本均不同的翻譯例子，並列出大量馮象與NJB雷同的註釋[永久]
12. ↑  “馮象譯經源流攷” （页面存档备份，存于）

### 书籍
- 《摩西五經》 （页面存档备份，存于）（馮象 譯註 牛津大學出版社 2006年；譯文修訂版 2013年）
- 《智慧書》 （页面存档备份，存于）  （馮象 譯註 牛津大學出版社 2008年）
- 《新約》 （页面存档备份，存于）  （馮象 譯註 牛津大學出版社 2010年；修訂版 2019年）
- 《先知書》  （馮象 譯註 牛津大學出版社 2020年）
- 《历史书》  （馮象 譯註 牛津大學出版社 2021年）
- 《創世記：傳說與譯註》 （页面存档备份，存于）(江蘇人民出版社，2004年)
- 《寬寬信箱與出埃及記》 （页面存档备份，存于）(生活‧讀書‧新知三聯書店，2006年)
- 《创世记（修订本）》 （页面存档备份，存于）(生活‧讀書‧新知三聯書店，2012年)
- 《摩西五经》 （页面存档备份，存于）(生活‧讀書‧新知三聯書店，2013年)
- 《智慧书》 （页面存档备份，存于）(生活‧讀書‧新知三聯書店，2016年)
- 《以赛亚之歌》 （页面存档备份，存于）(生活‧讀書‧新知三聯書店，2017年)
- 《圣诗撷英》 （页面存档备份，存于）(生活‧讀書‧新知三聯書店，2017年)

### 网页
- 馮象：雅各之井的大石——《摩西五經》前言 （页面存档备份，存于）
- 馮象：誰寫了摩西五經？——《摩西五經》譯序 （页面存档备份，存于）
- 馮象：神的靈與言啊，誰最能誘騙世人——答彭倫 （页面存档备份，存于）
- 高峰楓：譯經‧釋經‧尊經——評馮象《創世記傳說與譯註》[永久] 《書城》2004年第12期
- 劉紹銘：代有才人出
- 王礽福：馮象譯註《摩西五經》, 廿一世紀期刊, 第101期, 146-151pp. (2007.3)
- 黃錫木：一部非信徒翻譯的聖經──評馮象譯註《摩西五經》 （页面存档备份，存于）
- 馮象：上帝甚麼性別 （页面存档备份，存于）
- 馮象：《智慧書》 前言 （页面存档备份，存于）
- 馮象：唱一支錫安的歌──《智慧書》 譯序 （页面存档备份，存于）
- 馮象：褔哉，苦靈的人——《新約》前言 （页面存档备份，存于）
- 張達民：文學氣象與學術假象──評馮象譯註的《新約》（之一） （页面存档备份，存于）
- 馮象： 譴責張達民 （页面存档备份，存于）
- 張達民：文學氣象與學術假象──評馮象譯註的《新約》（之二） （页面存档备份，存于）
- 張達民：文學氣象與學術假象──評馮象譯註的《新約》（之三） （页面存档备份，存于）
- 張達民：文學氣象與學術假象──評馮象譯註的《新約》（之四） （页面存档备份，存于）
- 張達民：文學氣象與學術假象──評馮象譯註的《新約》（之五） （页面存档备份，存于）
- 張達民：回應馮象〈譴責張達民〉 （页面存档备份，存于）
- 馮象：和合本該不該修訂 （页面存档备份，存于）
- 張達民：回應馮象〈和合本該不該修訂〉 （页面存档备份，存于）
- 《中文聖經翻譯史》(聖經．中文．翻譯) （页面存档备份，存于）
- 《馮象譯本》(聖經．中文．翻譯) （页面存档备份，存于）